# Municipio de Cherokee (condado de Montgomery)
El municipio de Cherokee (en inglés: Cherokee Township) es un municipio ubicado en el condado de Montgomery en el estado estadounidense de Kansas. En el año 2010 tenía una población de 489 habitantes y una densidad poblacional de 4,93 personas por km².

## Geografía
El municipio de Cherokee se encuentra ubicado en las coordenadas 37°3′49″N 95°33′51″O / 37.06361, -95.56417. Según la Oficina del Censo de los Estados Unidos, el municipio tiene una superficie total de 99.13 km², de la cual 99,13 km² corresponden a tierra firme y (0 %) 0 km² es agua.

## Demografía
Según el censo de 2010, había 489 personas residiendo en el municipio de Cherokee. La densidad de población era de 4,93 hab./km². De los 489 habitantes, el municipio de Cherokee estaba compuesto por el 85,28 % blancos, el 4,09 % eran afroamericanos, el 5,52 % eran amerindios, el 1,23 % eran asiáticos y el 3,89 % eran de una mezcla de razas. Del total de la población el 3,48 % eran hispanos o latinos de cualquier raza.